# Sabrina Jonnier
Sabrina Jonnier (19 de agosto de 1981) es una deportista francesa que compitió en ciclismo de montaña en las disciplinas de descenso y campo a través para cuatro.
Ganó 9 medallas en el Campeonato Mundial de Ciclismo de Montaña entre los años 2000 y 2010, y 6 medallas en el Campeonato Europeo de Ciclismo de Montaña entre los años 2000 y 2008.

## Palmarés internacional
| Campeonato Mundial | Campeonato Mundial         | Campeonato Mundial | Campeonato Mundial    |
| Año                | Lugar                      | Medalla            | Competición           |
| ------------------ | -------------------------- | ------------------ | --------------------- |
| 2000               | Sierra Nevada (España)     | Medalla de bronce  | Dual                  |
| 2002               | Kaprun (Austria)           | Medalla de bronce  | Campo a través para 4 |
| 2003               | Lugano (Suiza)             | Medalla de plata   | Descenso              |
| 2003               | Lugano (Suiza)             | Medalla de plata   | Campo a través para 4 |
| 2005               | Livigno (Italia)           | Medalla de plata   | Descenso              |
| 2006               | Rotorua (Nueva Zelanda)    | Medalla de oro     | Descenso              |
| 2007               | Fort William (Reino Unido) | Medalla de oro     | Descenso              |
| 2008               | Val di Sole (Italia)       | Medalla de plata   | Descenso              |
| 2010               | Mont-Sainte-Anne (Canadá)  | Medalla de plata   | Descenso              |
| Campeonato Europeo |                            |                    |                       |
| Año                | Lugar                      | Medalla            | Competición           |
| 2000               | Vars (Francia)             | Medalla de plata   | Descenso              |
| 2001               | Livigno (Italia)           | Medalla de oro     | Dual                  |
| 2005               | Commezzadura (Italia)      | Medalla de plata   | Descenso              |
| 2007               | Elatojori (Grecia)         | Medalla de oro     | Descenso              |
| 2007               | Elatojori (Grecia)         | Medalla de oro     | Campo a través para 4 |
| 2008               | Caspoggio (Italia)         | Medalla de oro     | Descenso              |